# تیارت (تونس)
تیارت (انگلیسی: Tieret) یک شهرک در استان تطاوین کشور تونس است.